# Букачача
Букача́ча — посёлок городского типа в Чернышевском районе Забайкальского края России. Конечная станция железнодорожной ветки Чернышевск — Букачача. Является центром городского поселения «Букачачинское», расположен на реке Агита (бассейн реки Шилка), в 75 км к северу от посёлка городского типа Чернышевск.

## Этимология
Название происходит от эвенкийского слова букачачи со значением «имеющий бугор, холм, остров».

## История
С 18-го века эта местность была населена бродячими ороченами Бокучачинского рода, от которых и возник ойконим. Посёлок возник в 1911 году, когда в верховьях реки Агита поселились переселенцы Сережины из Калужской губернии. Здесь в конце XIX века охотниками-тунгусами были обнаружены выходы каменноугольного пласта. В 1889 году выход описал геолог А. Э. Гедройц. В 1909—10 года маршрутные геологические съёмки проводились Я. А. Макеровым и В. А. Вознесенским. В 1914 году разведочные работы организованы горным инженером Сарибаном, через 2 года углепромышленник Сабещанский взял в аренду часть площади месторождения и начал разработку угля. После Октябрьской революции добыча была прекращена. В 1924 году управлением Забайкальской железной дороги возобновлены разведочные работы, которые с перерывами продолжались до 1926 года. В 1930 году вошла в строй шахта Букачача. Месторождения каменного угля в 1927—32 годы детально исследовал горный инженер Дальневосточного отделения геологического комитета Н. С. Смирнов. Посёлок и шахта получили развитие с вводом в строй в 1932 году железнодорожной ветки из Чернышевска. В 1923 году здесь проживало 212 человек. В 1934 году в Букачачинском шахтоуправлении работали 1320 человек. Действовал опытный завод металлоизделий, известковый завод, швейная фабрика и леспромхоз. В 1979 году население составило 9471 человек, в шахтоуправлении занято 1222 человек. После пожара, случившегося летом 1997 года, в январе 1998 года шахта была закрыта.
Статус посёлка городского типа — с 27 ноября 1938 года.
Сегодня здесь действует МУП швейная фабрика, преобразованная в ООО «Валентина». Имеется 1 средняя школа, Дом детского творчества. В Букачаче находятся памятник воинам-землякам, погибшим в годы Великой Отечественной войны, памятник В. И. Ленину возле Дома шахтёров.

## Население
| 1959   | 1970    | 1979  | 1989  | 2002  | 2007  | 2009  | 2010  |
| ------ | ------- | ----- | ----- | ----- | ----- | ----- | ----- |
| 13 184 | ↘11 024 | ↘9471 | ↘7941 | ↘3525 | ↘2863 | ↘2802 | ↘2359 |
| 2011   | 2012    | 2013  | 2014  | 2015  | 2016  | 2017  | 2018  |
| ↘2340  | ↘2262   | ↘2170 | ↘2112 | ↘2038 | ↘1960 | ↘1892 | ↘1854 |
| 2019   | 2020    | 2021  |       |       |       |       |       |
| ↘1776  | ↘1702   | ↘1348 |       |       |       |       |       |

## Разное
Входит в Перечень населенных пунктов Забайкальского края, подверженных угрозе лесных пожаров